# Christian Harrison
Christian Harrison (Shreveport, 29 maggio 1994) è un tennista statunitense.
È fratello minore del tennista Ryan Harrison. Specialista del doppio, ha vinto due titoli del circuito maggiore, diversi altri nel circuito Challenger e ha raggiunto il 17º posto nel ranking ATP nel luglio 2025. Il suo miglior risultato nelle prove del Grande Slam è stata la semifinale raggiunta al Roland Garros 2025.
In doppio misto si è spinto fino alle semifinali agli US Open 2018. In singolare ha perso una semifinale ATP, ha vinto alcuni titoli ITF e nel luglio 2018 è salito al 198º posto mondiale. Dal 2024 ha giocato quasi esclusivamente in doppio.

## Carriera
Debutta nell'ITF Junior Circuit nel 2007 a 13 anni e tra il maggio 2009 e l'ottobre 2010 resta lontano dalle competizioni per un infortunio a un femore che lo costringe a farsi operare.
Muove i primi passi tra i professionisti e vince i suoi primi incontri nel gennaio 2011 in singolare e in doppio. Ad agosto fa la sua prima esperienza nelle qualificazioni di un torneo ATP a Winston-Salem e viene eliminato al secondo turno. L'anno successivo esce al primo turno di qualificazione in singolare a Newport e poco dopo anche agli US Open, alla sua prima esperienza in uno Slam. Nel major newyorkese offre le sue migliori prestazioni in carriera, gioca con il fratello e raggiungono i quarti di finale, dove sono sconfitti da Aisam-ul-Haq Qureshi / Jean-Julien Rojer.
Nel gennaio 2013 disputa e perde la prima finale contro Edward Corrie al torneo ITF Great Britain F2 e il mese successivo vince il primo titolo al Great Britain F3, dove ritrova in finale Corrie e si impone al tie-break decisivo. Quello stesso mese entra nel tabellone di doppio a Memphis e in coppia con il fratello Ryan esce di scena al primo turno. Subiscono la stessa sorte nei successivi due tornei ATP. A giugno raggiunge la prima finale in doppio al Challenger di Fürth e in coppia con Michael Venus cede in due set a Colin Ebelthite / Rameez Junaid. Dopo altre sconfitte nelle qualificazioni in singolare, a luglio esordisce in un tabellone principale ATP all'Atlanta Open, al primo turno supera il nº 83 del ranking Alejandro Falla e viene sconfitto in tre set da John Isner.
In quei giorni subisce un nuovo grave infortunio, questa volta all'anca destra, ricorre a un nuovo intervento chirurgico e durante la riabilitazione nel 2014 si infortuna e si fa operare anche l'anca sinistra, la spalla destra, il polso destro ed entrambi gli adduttori. Torna nel circuito nel luglio 2015 per giocare con il fratello al torneo ATP di doppio a Winston-Salem e vincono un altro match prima di essere eliminati al secondo turno. Dopo questo impegno si prende una nuova lunga pausa.
Rientra a inizio 2016 e gioca in singolare, il primo risultato di rilievo è il titolo vinto all'ITF U.S.A. F27 a Champaign in agosto. A fine mese supera per la prima volta le qualificazioni in uno Slam agli US Open ed esce di scena al primo turno per mano di Paul-Henri Mathieu. Nel marzo 2017 supera le qualificazioni e fa il suo esordio in un tabellone Masters 1000 al Miami Open, e ancora una volta esce al primo turno. A inizio estate vince due tornei ITF all'U.S.A. F21 e all'U.S.A. F23. Dopo la semifinale disputata al Binghamton Challenger, ad agosto torna a giocare in doppio dopo due anni e con Christopher Eubanks si spinge fino al secondo turno agli US Open.
Nell'aprile 2018 perde la finale di doppio al Challenger Sarasota Open, il mese successivo disputa a Savannah la sua prima finale Challenger in singolare in carriera e cede in tre set a Hugo Dellien. Il 2 luglio porta il miglior ranking di singolare alla 198ª posizione mondiale. Supera per la prima volta le qualificazioni al torneo di Wimbledon e viene eliminato al primo turno da Kei Nishikori. Si spinge fino al terzo turno al torneo di doppio degli US Open 2018. Un nuovo infortunio al femore sinistro lo tiene fermo nella seconda metà del 2019, rientra a inizio 2020 per giocare il doppio e a settembre riprende a giocare in singolare.
Nel gennaio 2021 raggiunge con il fratello la sua prima finale ATP a Delray Beach e vengono sconfitti da Ariel Behar / Gonzalo Escobar con il punteggio di 6-7, 7-6, [10-4]. Si mette in luce anche in singolare a Delray Beach spingendosi per la prima volta in una semifinale ATP, elimina tra gli altri il nº 22 del mondo Cristian Garín e cede in due set a Hubert Hurkacz. In quella stagione vince in doppio il suo primo titolo Challenger in carriera a Orlando e in seguito anche quello del Cary Challenger. Nel 2022 vince altri due Challenger in doppio a Tallahassee e a Little Rock e disputa la sua secondo finale Challenger in singolare in carriera, nuovamente a Savannah. In singolare raggiunge anche il secondo turno a Wimbledon.
Nel 2023 si impone in doppio nei Challenger di Tenerife II, Tenerife III e Granby, e chiude la stagione con il nuovo miglior ranking al 148º posto. Nel corso della stagione non supera mai i quarti di finale nei Challenger in singolare. Nel febbraio 2024 vince due Challenger consecutivi in doppio a Pau e a Lille e sale al 124º posto mondiale. Continua l'ascesa con il successo al Savannah Challenger in aprile, a luglio perde la finale al Challenger 125 dell'Ilkley Trophy e vince quella al Winnipeg Challenger. A ottobre vince gli Internationaux de Tennis de Vendée in coppia con Marcelo Demoliner e fa il suo ingresso in top 100, alla 98ª posizione. A novembre si aggiudica il Challenger Temuco assieme a Evan King e chiude il 2024 con il nuovo miglior ranking in 84ª posizione.
Apre la stagione raggiungendo la finale all'ATP 250 dell'Auckland Open in coppia con Rajeev Ram e danno forfait prima dell'incontro. A febbraio vince con King il primo titolo del circuito maggiore all'ATP 500 del Dallas Open battendo in finale Ariel Behar / Robert Galloway per 7-6, 7-6. La settimana successiva perdono la finale in tre set all'ATP 250 del Delray Beach Open contro Miomir Kecmanović / Brandon Nakashima. Il grande momento continua con il successo del 1º marzo nella finale dell'ATP 500 Abierto Mexicano de Tenis contro Sadio Doumbia / Fabien Reboul per 6-4, 6-4. In coppia con King torna a giocare dopo 12 anni in un torneo Masters 1000 all'Indian Wells Open e si spingono fino alla semifinale, persa in due set contro i numeri 1 del mondo e vincitori del torneo Marcelo Arévalo / Mate Pavić. Con questa serie di risultati, Harrison sale alla 36ª posizione mondiale. La coppia statunitense continua l'ascesa uscendo nei quarti di finale al Miami Open dopo il successo sui numeri 8 e 9 del mondo Bolelli / Vavassori.
Eliminati al primo turno al Monte Carlo Masters, conseguono il loro miglior risultato da inizio carriera sulla terra battuta spingendosi fino alla semifinale nel Masters 1000 di Madrid; non perdono alcun set eliminando coppie di alto livello come Neal Skupski / Joe Salisbury e Máximo González / Andrés Molteni e cedono al terzo set contro Arevalo / Pavić. A fine torneo Harrison sale alla 20ª posizione mondiale. Raggiungono i quarti agli Internazionali d'Italia e, senza perdere alcun set, la loro prima semifinale Slam al Roland Garros eliminando le teste di serie nº 2 Heliovaara / Patten, e perdono nel tie-break del terzo set contro Skupski / Salisbury. Nonostante l'eliminazione al primo turno a Wimbledon, Harrison porta il miglior ranking alla 17ª posizione. Escono al turno di esordio a Toronto e nei quarti a Cincinnati.

## Statistiche

### Doppio

#### Vittorie (2)
| Legenda              |
| Grande Slam (0)      |
| ATP Finals (0)       |
| ATP Masters 1000 (0) |
| ATP Tour 500 (2)     |
| ATP Tour 250 (0)     |

| N. | Data            | Torneo                              | Superficie  | Compagno  | Avversari in finale         | Punteggio      |
| 1. | 9 febbraio 2025 | Dallas Open, Dallas                 | Cemento (i) | Evan King | Ariel Behar Robert Galloway | 7-6(4), 7-6(4) |
| 2. | 1º marzo 2025   | Abierto Mexicano de Tenis, Acapulco | Cemento     | Evan King | Sadio Doumbia Fabien Reboul | 6-4, 6-4       |

#### Finali perse (3)
| Legenda              |
| Grande Slam (0)      |
| ATP Finals (0)       |
| ATP Masters 1000 (0) |
| ATP Tour 500 (0)     |
| ATP Tour 250 (3)     |

| N. | Data             | Torneo                              | Superficie  | Compagno      | Avversari in finale                 | Punteggio              |
| 1. | 13 gennaio 2021  | Delray Beach Open, Delray Beach     | Cemento     | Ryan Harrison | Ariel Behar Gonzalo Escobar         | 7-6(5), 6(4)-7, [4-10] |
| 2. | 11 gennaio 2025  | Auckland Open, Auckland             | Cemento     | Rajeev Ram    | Nikola Mektić Michael Venus         | w/o                    |
| 3. | 15 febbraio 2025 | Delray Beach Open, Delray Beach (2) | Cemento (i) | Evan King     | Miomir Kecmanović Brandon Nakashima | 6(4)-7, 6-1, [3-10]    |

### Tornei Challenger

#### Doppio

##### Vittorie (13)
| N.  | Data             | Torneo                                                   | Superficie  | Compagno           | Avversari in finale                        | Punteggio              |
| 1.  | 12 giugno 2021   | Orlando Open, Orlando                                    | Cemento     | Peter Polansky     | JC Aragone Nicolás Barrientos              | 6-2, 6-3               |
| 2.  | 24 luglio 2021   | Cary Challenger, Cary                                    | Cemento     | Dennis Novikov     | Petros Chrysochos Michail Pervolarakis     | 6-3, 6-3               |
| 3.  | 23 aprile 2022   | Tallahassee Tennis Challenger, Tallahassee               | Terra verde | Gijs Brouwer       | Diego Hidalgo Cristian Rodríguez           | 4-6, 7-5, [10-6]       |
| 4.  | 4 giugno 2022    | Little Rock Challenger, Little Rock                      | Cemento     | Andrew Harris      | Robert Galloway Max Schnur                 | 6-3, 6-4               |
| 5.  | 4 febbraio 2023  | Tenerife Challenger II, Tenerife                         | Cemento     | Shintaro Mochizuki | Francesco Passaro Matteo Gigante           | 6-4, 6-3               |
| 6.  | 11 febbraio 2023 | Tenerife Challenger III, Tenerife                        | Cemento     | Andrew Harris      | Luke Johnson Sem Verbeek                   | 7-6(6), 6(4)-7, [10-8] |
| 7.  | 22 luglio 2023   | Championnats de Granby, Granby                           | Cemento     | Miķelis Lībietis   | Tristan Schoolkate Adam Walton             | 6-4, 6-3               |
| 8.  | 24 febbraio 2024 | Open Pau-Pyrénées, Pau                                   | Cemento (i) | Brandon Nakashima  | Romain Arneodo Tristan-Samuel Weissborn    | 7-6(5), 6-4            |
| 9.  | 2 marzo 2024     | Play In Challenger Lille, Lille                          | Cemento (i) | Marcus Willis      | Titouan Droguet Giovanni Mpetshi Perricard | 7-6(6), 6-3            |
| 10. | 27 aprile 2022   | Savannah Challenger, Savannah                            | Terra verde | Marcus Willis      | Simon Freund Johannes Ingildsen            | 6-3, 6-3               |
| 11. | 13 luglio 2024   | Winnipeg Challenger, Winnipeg                            | Cemento     | Cannon Kingsley    | Yuta Shimizu Kaichi Uchida                 | 6-1, 6-4               |
| 12. | 6 ottobre 2024   | Internationaux de Tennis de Vendée, Mouilleron-le-Captif | Cemento (i) | Marcelo Demoliner  | August Holmgren Johannes Ingildsen         | 6-3, 7-5               |
| 13. | 30 novembre 2024 | Challenger Temuco, Temuco                                | Cemento     | Evan King          | Benjamin Lock Renzo Olivo                  | 7-6(5), 7-5            |

## Risultati in progressione
| Sigla | Risultato               |
| ----- | ----------------------- |
| V     | Vincitore               |
| F     | Finalista               |
| SF    | Semifinalista           |
| O     | Oro olimpico            |
| A     | Argento olimpico        |
| SF    | Bronzo olimpico         |
| QF    | Quarti di Finale        |
| 4T    | Quarto turno            |
| 3T    | Terzo turno             |
| 2T    | Secondo turno           |
| 1T    | Primo turno             |
| RR    | Round Robin             |
| LQ    | Turno di qualificazione |
| A     | Assente                 |
| ND    | Non disputato           |

| Legenda superfici    |
| -------------------- |
| Cemento              |
| Terra battuta        |
| Erba                 |
| Superficie variabile |

### Singolare
| Tornei Grande Slam         |     |               |               |               |     |               |               |               |               |     |     |
| Australian Open, Melbourne | A   | A             | A             | A             | A   | A             | Q2            | Q1            | A             | A   | 0–0 |
| Roland Garros, Parigi      | A   | A             | A             | A             | A   | A             | A             | A             | A             |     | 0–0 |
| Wimbledon, Londra          | A   | A             | A             | A             | A   | A             | 1T            | A             | ND            |     | 0–1 |
| US Open, New York          | Q1  | A             | A             | A             | 1T  | Q2            | Q2            | A             | A             |     | 0–1 |
| Vittorie–Sconfitte         | 0–0 | 0–0           | 0–0           | 0–0           | 0–1 | 0–0           | 0–1           | 0–0           | 0–0           | 0–0 | 0–2 |
| Giochi Olimpici            |     |               |               |               |     |               |               |               |               |     |     |
| Giochi Olimpici            | A   | Non disputati | Non disputati | Non disputati | A   | Non disputati | Non disputati | Non disputati | Non disputati | A   | 0–0 |
| Vittorie–Sconfitte         | 0–0 | Non disputati | Non disputati | Non disputati | 0–0 | Non disputati | Non disputati | Non disputati | Non disputati | 0–0 | 0–0 |

### Doppio
| Tornei Grande Slam         |     |               |               |               |     |               |               |               |               |     |     |
| Australian Open, Melbourne | A   | A             | A             | A             | A   | A             | A             | A             | A             |     | 0–0 |
| Roland Garros, Parigi      | A   | A             | A             | A             | A   | A             | A             | A             | A             |     | 0–0 |
| Wimbledon, Londra          | A   | A             | A             | A             | A   | A             | A             | A             | ND            |     | 0–0 |
| US Open, New York          | QF  | A             | A             | A             | A   | 2T            | 3T            | A             | 2T            |     | 7–4 |
| Vittorie–Sconfitte         | 3–1 | 0–0           | 0–0           | 0–0           | 0–0 | 1–1           | 2–1           | 0–0           | 1–1           | 0–0 | 7–4 |
| Giochi Olimpici            |     |               |               |               |     |               |               |               |               |     |     |
| Giochi Olimpici            | A   | Non disputati | Non disputati | Non disputati | A   | Non disputati | Non disputati | Non disputati | Non disputati | A   | 0–0 |
| Vittorie–Sconfitte         | 0–0 | Non disputati | Non disputati | Non disputati | 0–0 | Non disputati | Non disputati | Non disputati | Non disputati | 0–0 | 0–0 |

### Doppio misto
| Tornei Grande Slam         |     |     |               |               |               |               |     |     |
| Australian Open, Melbourne | A   | A   | A             | A             | A             | A             |     | 0–0 |
| Roland Garros, Parigi      | A   | A   | A             | A             | A             | ND            |     | 0–0 |
| Wimbledon, Londra          | A   | A   | A             | A             | A             | ND            |     | 0–0 |
| US Open, New York          | 1T  | A   | 1T            | SF            | A             | ND            |     | 3–3 |
| Vittorie–Sconfitte         | 0–1 | 0–0 | 0–1           | 3–1           | 0–0           | 0–0           | 0–0 | 3–3 |
| Giochi Olimpici            |     |     |               |               |               |               |     |     |
| Giochi Olimpici            | ND  | A   | Non disputati | Non disputati | Non disputati | Non disputati | A   | 0–0 |
| Vittorie–Sconfitte         | ND  | 0–0 | Non disputati | Non disputati | Non disputati | Non disputati | 0–0 | 0–0 |